# С-80
С-80 — советская дизельная подводная лодка с крылатыми ракетами. Головная подводная лодка проекта 613, позднее модифицирована по проекту 644 (англ. Whiskey Twin-Cylinder в классификации НАТО) и несла две крылатые ракеты в боковых контейнерах. В 1961 году погибла со всем экипажем (68 человек) в Баренцевом море, числилась пропавшей без вести, обнаружена в 1968 году, затем поднята и утилизирована. В посёлке Оленья Губа установлен памятник погибшим на С-80 подводникам.

## История создания и модернизации
Заложена 13 марта 1950 года на заводе «Красное Сормово» в городе Горький как головная средняя подводная лодка проекта 613 (англ. Whiskey-class в классификации НАТО), заводской номер 801. Генеральный конструктор — В. Н. Перегудов.
21 октября 1950 года была спущена на воду и 1 ноября по Волге доставлена в Баку на Каспийское море для прохождения сдаточных испытаний. 2 декабря 1951 года завершила испытания и вступила в строй. 6 августа 1952 года временно включена в состав Краснознамённой Каспийской флотилии. Летом 1953 года переведена из Баку в Северодвинск, и 9 ноября вошла в состав Северного флота, включена в состав 162-й бригады подводных лодок 33-й дивизии подводных лодок Северного флота с базированием в г. Полярный. Проходила службу в качестве торпедной лодки до середины 1957 года.
С 1 июля 1957 года по апрель 1959 года на заводе «Красное Сормово» в Горьком выполнены модернизационные работы по проекту 644. Модернизация заключалась, в основном, в установке двух внешних контейнеров для крылатых ракет П-5, а также нового астронавигационного комплекса «Лира-11» и прочных аварийно-балластных цистерн. Был добавлен балластный киль. По завершении модернизации для прохождения испытаний переведена в Северодвинск, включена в состав 162 дивизиона строящихся и ремонтирующихся подводных лодок Беломорской флотилии.
15 января 1960 года завершила программу заводских и государственных испытаний в акватории Белого моря, после чего совершила переход к постоянному месту базирования в губу Оленья. Включена в состав 212-й бригады подводных лодок 8-й дивизии подводных лодок СФ.

## Гибель
Ночью 26 января 1961 года С-80 находилась в Баренцевом море с целью отработки и совершенствования задач одиночного плавания. На борту кроме штатного личного состава находилась часть экипажа однотипной лодки С-164, в том числе её командир, капитан 3 ранга В. А. Николаев.
Погрузилась на перископную глубину и встала под РДП (система для обеспечения работы дизеля под водой, обеспечивающая подачу воздуха к дизелям на перископной глубине и отвод выхлопных газов). Волнение на море достигло 6 баллов при температуре воздуха −5 °C. Последнее сообщение от лодки поступило в 0:30 27 января (доклад метеообстановки). 3 февраля рыбаки с траулера РТ-38 обнаружили в трале аварийный буй подводной лодки, были организованы поиски, продолжавшиеся до 16 февраля, однако лодка обнаружена не была.
В дальнейшем, в результате расследования государственной комиссии было установлено, что в 01:27 27 января лодка ушла ниже перископной глубины, что должно было вызвать автоматическое закрытие поплавкового клапана РДП для предотвращения попадания забортной воды внутрь прочного корпуса. Однако этого не произошло из-за обледенения поплавкового клапана: система обогрева клапана горячей водой от дизельной силовой установки была отключена.
Дизельные двигатели были остановлены после обнаружения поступления воды в пятый отсек. Матросы-мотористы обнаружили попадание воды и доложили в центральный пост, где специалист-трюмный должен был дистанционно (с помощью гидравлического манипулятора) перекрыть прочную захлопку на магистрали подачи воздуха к дизелям. Вместо того, чтобы перекрыть её, он подал гидравлику на открытие (матрос был прикомандирован с другой подводной лодки, где воздушная магистраль перекрывалась не влево, а поворотом рукоятки вправо). Матрос отжимал шток манипулятора с такой силой, что согнул его. Вскоре дизельный отсек был затоплен, лодка потеряла управление и начала дифферентоваться на корму, при этом стало проблематичным и закрытие прочной захлопки вручную.
Однако, согласно другому мнению, ошибка вахтенного трюмного состояла в том, что вместо закрытия воздушной захлопки РДП был задействован манипулятор опускания астронавигационного комплекса «Лира» (обе рукоятки находились рядом и были визуально схожи). Второй запор системы подачи воздуха, через который поступала вода (находившийся в пятом отсеке), был закрыт на восемь оборотов из одиннадцати, затем шток клапана погнулся под напором воды, что сделало невозможным полное закрытие. Существует также мнение, что версии об обморожении поплавкового клапана РДП и ошибках закрывавших захлопки трюмных несостоятельны. Согласно этому мнению, во время последнего манёвра «срочное погружение», из-за некачественной сборки в период модернизации корабля вывернуло уплотнительное резиновое кольцо на тарелке воздушной захлопки РДП. Именно это и послужило причиной поступления воды в дизельный отсек, несмотря на успешное закрытие верхней захлопки.
После того как лодка приобрела дифферент 45 градусов на корму, её ход замедлился до полной остановки, а затем она начала двигаться назад и погружаться до касания грунта. Второй, третий и четвёртый отсеки были разрушены. Однако в оставшихся отсеках ещё были живы 24 человека. На всплытие у лодки не хватило запасов сжатого воздуха, люди начали умирать от медленного удушья. Некоторые не выдерживали и выбирали быструю смерть, другие держались до последнего. В боевой рубке на задраенной крышке нижнего люка нёс командирскую вахту старпом капитан 3-го ранга В. Осипов; командир ракетной боевой части (БЧ-2) капитан-лейтенант В. Черничко стоял на перископе как вахтенный офицер.
Все 68 членов экипажа С-80 погибли.
14 марта 1961 года С-80 исключена из состава флота. Комиссия Министерства обороны ограничилась заключением:
... на лодке произошла тяжёлая авария, связанная с поломкой техники, с которой экипаж в условиях урагана не смог справиться

## Подъём
Судьба экипажа и подводной лодки оставалась неизвестной семь с половиной лет. В 1968 году в штаб Северного флота поступила информация, что рыбаки теряют свои сети, цепляясь за крупный предмет на дне. 23 июня 1968 года спасательное судно «Алтай» обнаружило корпус подводной лодки на глубине 196 м в точке 70°01′23″ с. ш. 36°35′22″ в. д.. Подводная лодка лежала на твёрдом грунте без дифферента, накренившись на правый борт. В результате тщательного обследования с помощью спускаемой обитаемой наблюдательной камеры было установлено, что это С-80.

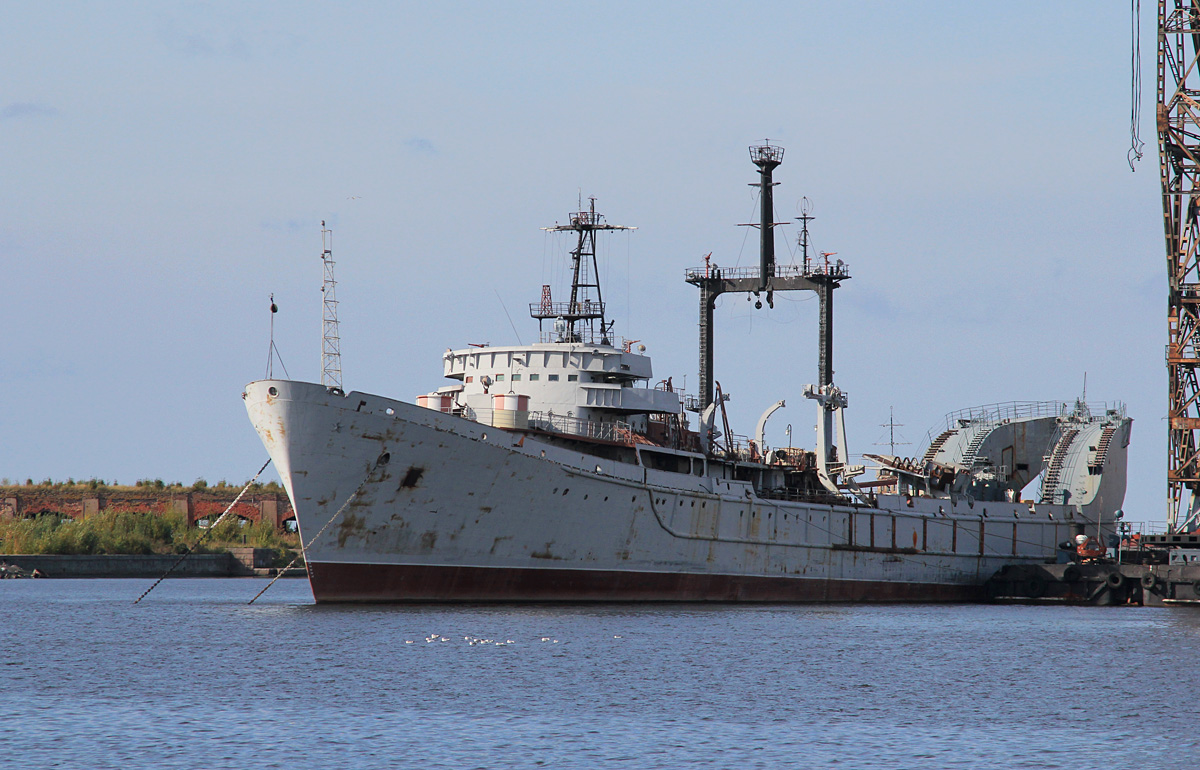
Специальное судоподъёмное судно «Карпаты» во время разукомплектования с помощью плавучего крана Demag «ПК-51100» в Кронштадте в 2010 году

Государственная комиссия приняла решение о проведении операции «Глубина» по подъёму подводной лодки. Из Севастополя в Североморск перешло новое спасательно-подъёмное судно «Карпаты», вошедшее в состав экспедиции особого назначения ЭОН-10, командир экспедиции — капитан 1-го ранга Сергей Минченко. В состав ЭОН-10 входили также два морских буксира, четыре спасательных и одно килекторное судно. Для охраны района работ, проводимых в открытом море, в оперативное подчинение командиру экспедиции были переданы 4 морских тральщика и периодически привлекался эскадренный миноносец. Операция по отрыву от грунта и подводной транспортировке лодки в бухту Завалишина Териберской губы (район посёлка Териберка) была начата 9 июня 1969 года.
24 июля 1969 года С-80 была поднята на поверхность, отбуксирована в бухту Наша, где установлена на понтоны и в августе обследована правительственной комиссией во главе с вице-адмиралом Г. И. Щедриным, которая и установила причины аварии. Лодка была признана не подлежащей восстановлению, разделана на металл в 1969 году.
Однако некоторые обстоятельства так и остались невыясненными. Согласно выводам командира ЭОН-10 Сергея Минченко, «положение вертикального руля С-80 — 20 градусов на левый борт — говорит о том, что подводная лодка вынуждена была резко отвернуть, чтобы избежать столкновения. Никаких скал и рифов в районе плавания не было. Скорее всего, лодка пыталась разойтись с неизвестным судном».

## Последствия гибели С-80
- После гибели лодки было принято решение о строительстве спасательно-подъёмного судна проекта 530 «Карпаты» (заложено в г. Николаеве на судостроительном заводе им. 61 коммунара в 1963 году, принято в состав ВМФ СССР 30 сентября 1967 года)[6]. Выведено из состава ВМФ РФ в 2009 году[7].
- Впервые в мире была проведена операция по подъёму подводной лодки с глубины около 200 м и транспортировке её в прибрежный район.
- По установленным фактам развития катастрофы С-80 были разработаны и внедрены в морскую практику на действующих лодках устройства, обеспечивающие обнаружение поступления воды внутрь прочного корпуса. При проектировании новых ПЛ прорабатывалась и учитывалась эффективность продувания балластных цистерн при возможном временном запаздывании средств аварийного продувания, возможность управления техническими средствами при больших дифферентах, расположение и внешний вид органов управления средствами живучести от других устройств и прочие моменты.
- Обстоятельства катастрофы С-80 в подробностях довели до всего офицерского состава, связанного с эксплуатацией ПЛ. Рекомендации, основанные на результатах расследования гибели С-80, вошли в «Наставление по борьбе за живучесть подводной лодки» издания 1971 г. (НБЖ ПЛ-70)[1].

## Командиры
- Куприянов В. М. (1950—1951)
- Богуш В. Н. (1951—1953)
- Шумаков В. П. (1953—1955)
- Капитан 3-го ранга Ситарчик А. Д. (1955—1961)

## Память
Моряки с С-80 захоронены в братской могиле в посёлке Оленья Губа. Летом 1969 года на могиле установлен памятник (отреставрирован в 2011 г.) с надписью: «Вечная память подводникам экипажа ПЛ С-80, погибшего при исполнении служебных обязанностей».